# LR-250
La LR-250 es una carretera perteneciente a la Red de Carreteras de la comunidad autónoma de La Rioja, de titularidad del Gobierno de La Rioja. Su categoría es comarcal. Por esta carretera circulan una media de 17.929 vehículos diarios (año 2008).[cita requerida]
Tiene su origen en la  LO-20  (Circunvalación de Logroño), en la rotonda de la calle Pedregales y su final en la carretera  N-111 , en el término municipal de Lumbreras. 
El Gobierno de La Rioja prevé que a largo plazo se convierta en autovía el tramo Logroño - Villamediana de Iregua.
Esta carretera vertebra el valle medio y alto del Río Leza, y lo conecta con el del Iregua, a través del puerto de Sancho Leza (1.401 m s. n. m.), desembocando en la  N-111  entre la aldea de San Andrés y la Venta de Piqueras.

## Variante de La Estrella
En 2008 se inauguró un nuevo trazado de esta carretera que evita la travesía del Barrio de la Estrella. Esta variante se ha construido con sección de autovía (dos calzadas de 14 metros cada una), con dos carriles de 3,5 m de ancho para cada sentido, 2,5 m de arcén derecho y 1 m de arcén izquierdo. Además se construyeron aceras de 2,5 m de ancho, dado que la carretera sirve como acceso al Hospital San Pedro desde Logroño. A pesar de haberse construido con características de autovía, la variante consta de tres rotondas intermedias, junto a la de inicio y final de la variante, lo que impide circular a altas velocidades, pero sí alivia la congestión que sufría el Barrio de la Estrella.
La infraestructura más destacada es un nuevo puente sobre el Río Iregua, de 345 m de longitud.

## Recorrido
| Localidad              | Enlaces/salidas                                     | Carretera que enlaza |
| ---------------------- | --------------------------------------------------- | -------------------- |
| Logroño                | Circunvalación de Logroño                           | LO-20                |
|                        | Hospital San Pedro - Calleja Vieja                  |                      |
|                        | La Estrella - Polígono La Portalada II              |                      |
|                        | Urbanizaciones de Villamediana                      |                      |
| Villamediana de Iregua | Travesía de Villamediana                            | LR-551               |
| Villamediana de Iregua | Travesía de Villamediana Alberite                   | LR-552 LR-256        |
| Villamediana de Iregua | Travesía de Villamediana Murillo de Río Leza        | LR-551 LR-259        |
|                        | Alberite                                            | LR-345               |
|                        | Alberite                                            | LR-344               |
| Ribafrecha             | Ventas Blancas                                      | LR-346               |
|                        | Leza de Río Leza                                    | LR-460               |
|                        | Trevijano                                           | LR-462               |
| Soto en Cameros        |                                                     |                      |
|                        | Luezas                                              | LR-461               |
| Terroba                |                                                     |                      |
| San Román de Cameros   | San Román de Cameros                                | LR-478               |
|                        | Ajamil - Rabanera - Vadillos - Hornillos de Cameros | LR-466               |
| Jalón de Cameros       | Muro en Cameros - Almarza de Cameros                | LR-245               |
| Cabezón de Cameros     |                                                     |                      |
| Laguna de Cameros      |                                                     |                      |
|                        | Soria - Logroño                                     | N-111                |

- Datos: Q5961721